# ربه‌کا لیدیارد
ربه‌کا لیدیارد (انگلیسی: Rebecca Liddiard؛ زادهٔ ۱۹۹۰ میلادی) یک هنرپیشه اهل کانادا است.
از فیلم‌ها یا مجموعه‌های تلویزیونی که وی در آن‌ها نقش داشته‌است می‌توان به حکومت، نجات امید و ماجراهای مرداک اشاره نمود.